# غرايم هولمز
غرايم هولمز (بالإنجليزية: Graeme Holmes)‏ (26 مارس 1984 في المملكة المتحدة - ) هو لاعب كرة قدم بريطاني في مركز الوسط. لعب مع دندي يونايتد ودونفرملين أثلتيك ونادي دمبرتون ونادي ألوا أثليتيك وأردريونيانز ونادي غرينوك مورتون.

## وصلات خارجية
- غرايم هولمز على موقع قاعدة بيانات كرة القدم.إي يو (الإنجليزية)
- غرايم هولمز على موقع Soccerbase.com (لاعب) (الإنجليزية)
- غرايم هولمز على موقع عالم كرة القدم.نت (الإنجليزية)